# Gschaid bei Birkfeld
Gschaid bei Birkfeld är en ort i kommunen Birkfeld i distriktet Weiz i förbundslandet Steiermark i Österrike. Gschaid bei Birkfeld var tidigare en självständig kommun, men blev den 1 januari 2015 en del av kommunen Birkfeld.